# AKB48選抜総選挙
AKB48選抜総選挙（エーケービーフォーティーエイトせんばつそうせんきょ、英語: AKB48 Senbatsu General Election）は、2009年から2018年まで、日本の女性アイドルグループ・AKB48のシングルの選抜メンバーをファン投票によって決定していたイベントである。
第1回が2009年に実施され、その後、2018年まで毎年1回実施されており、AKB48の代名詞的イベントだった。各回の正式名称は「AKB48 ○thシングル 選抜総選挙」で、毎回サブタイトルがついた。通称として「第○回AKB48選抜総選挙」と呼ばれた。

## 概要
ファンによってAKB48のシングルの楽曲を歌うメンバーを選ぶ一種の人気投票で、2009年から2018年まで毎年夏に開催されていたイベントである。投票は、ファンクラブなどに入会するか、直前に発売されるシングルCDに封入されている投票券を入手することによって可能となっていた。獲得投票数の多い順に次に発売されるシングルの歌唱メンバーが選出されていた（上位選出はA面、下位選出はカップリングを担当）。上位7位までに入ったメンバーのことは「神7」とも呼ばれていた。「神7」の呼び名は、第1回・第2回と続けて上位7位まで同じメンバーが占めていたことが元になっており、この時のメンバーは「元祖神7」と称されることがある。
AKB48は人数が多いため、メンバー全員をテレビ番組に出演させるのは困難であり、デビュー当初のころから10 - 20人前後のメンバーを選抜して出演させている。選抜総選挙が開催されるまでは、プロデューサーの秋元康などのスタッフが、シングル曲ごとにその都度選抜メンバーを選んでいた。しかし、このような方法は完全にスタッフ主導であるため、メンバーやファンから「いつもあのメンバーばかり選抜されるのはえこひいきではないか」「なぜあの子は選ばれないのか」といった趣旨の不満が募っていた。また、センターポジション（ステージの前列中央）は2012年まで前田敦子が務めることが多かったが、これについても「なぜ前田敦子だけがいつもセンターなのか」といった不満があった。そこで、ファンによる人気投票によって選抜メンバーやセンターを決めるという発想が、選抜総選挙を開催するきっかけとなった。このように、ファン投票でメンバーの人気を明確に順列化・序列化した日本の女性アイドルグループはAKB48が初めてである（AKB48#商品のバリエーション展開も参照）。選抜総選挙は、開票イベント開催地において十億円規模の経済効果をもたらすことから、日本国内外から開催誘致の話が来ているという。
インドネシアの姉妹グループJKT48においては、単独でのシングル選抜総選挙を2014年から毎年実施している。タイの姉妹グループBNK48でも2019年に単独でのシングル選抜総選挙が初開催される。SNH48もAKB48の姉妹グループであった時期の2014年から毎年開催しており、独立後も継続して実施している。また、フィリピンの姉妹グループMNL48は選抜総選挙のシステムをメンバーオーディションに取り入れている。
2019年3月13日、AKB48選抜総選挙を2019年に実施しないことがAKB48公式ブログにおいて発表され、2009年の第1回開催以降、初の開催見送りとなった。松村匠によると、2018年で10回目を迎えて一定の役割を終えたとコメントしており、2018年の第10回大会が事実上の最後の開催となっている。
2022年、NMB48において、27thシングルの表題曲選抜メンバー14名とカップリング曲のアンダーガールズ10名をファン投票で決定する『NAMBATTLE2 〜愛〜』が実施された。

### 意義
秋元は、選抜総選挙の意義について次のように語っている。

## 一覧
開催時期・期間については、各記事または「過程」節を参照。
| 回     | 開催年 | タイトル                                                        | 開票イベント会場                                  | 開票イベント 司会     | 第1位メンバー （選出回数／得票数）        | 選抜メンバーによるリリース曲   |
| ------ | ------ | --------------------------------------------------------------- | ------------------------------------------------- | --------------------- | ----------------------------------------- | ------------------------------ |
| 第1回  | 2009年 | AKB48 13thシングル 選抜総選挙 「神様に誓ってガチです」          | 赤坂BLITZ （東京都港区）                          | 戸賀崎智信 茅野しのぶ | 前田敦子 （1／4,630票）                   | 言い訳Maybe                    |
| 第2回  | 2010年 | AKB48 17thシングル 選抜総選挙 「母さんに誓って、ガチです」      | JCBホール （東京都文京区）                        | 徳光和夫 木佐彩子     | 大島優子 （1／31,448票）                  | ヘビーローテーション           |
| 第3回  | 2011年 | AKB48 22ndシングル 選抜総選挙 「今年もガチです」                | 日本武道館 （東京都千代田区）                     | 徳光和夫 木佐彩子     | 前田敦子 （2／139,892票）                 | フライングゲット               |
| 第4回  | 2012年 | AKB48 27thシングル 選抜総選挙 〜ファンが選ぶ64議席〜            | 日本武道館 （東京都千代田区）                     | 徳光和夫 木佐彩子     | 大島優子 （2／108,837票）                 | ギンガムチェック               |
| 第5回  | 2013年 | AKB48 32ndシングル 選抜総選挙 〜夢は一人じゃ見られない〜        | 日産スタジアム （神奈川県横浜市港北区）           | 徳光和夫 木佐彩子     | 指原莉乃（HKT48） （1／150,570票）        | 恋するフォーチュンクッキー     |
| 第6回  | 2014年 | AKB48 37thシングル 選抜総選挙 夢の現在地〜ライバルはどこだ?〜   | 味の素スタジアム （東京都調布市）                 | 徳光和夫 木佐彩子     | 渡辺麻友 （1／159,854票）                 | 心のプラカード                 |
| 第7回  | 2015年 | AKB48 41stシングル 選抜総選挙 〜順位予想不可能、大荒れの一夜〜  | 福岡ヤフオク!ドーム （福岡県福岡市中央区）        | 徳光和夫 木佐彩子     | 指原莉乃（HKT48） （2／194,049票）        | ハロウィン・ナイト             |
| 第8回  | 2016年 | AKB48 45thシングル 選抜総選挙 〜僕たちは誰について行けばいい?〜 | HARD OFF ECOスタジアム新潟 （新潟県新潟市中央区） | 徳光和夫 木佐彩子     | 指原莉乃（HKT48） （3／243,011票）        | LOVE TRIP/しあわせを分けなさい |
| 第9回  | 2017年 | AKB48 49thシングル 選抜総選挙 〜まずは戦おう!話はそれからだ〜   | 豊見城市立中央公民館 （沖縄県豊見城市）           | 徳光和夫 木佐彩子     | 指原莉乃（HKT48兼STU48） （4／246,376票） | #好きなんだ                    |
| 第10回 | 2018年 | AKB48 53rdシングル 世界選抜総選挙 〜世界のセンターは誰だ?〜     | ナゴヤドーム （愛知県名古屋市東区）               | 徳光和夫 木佐彩子     | 松井珠理奈（SKE48） （1／194,453票）      | センチメンタルトレイン         |

## 投票有資格者
以下のいずれかに該当する者に投票権が与えられる。
- 対象CDの購入者
  - 第1回：涙サプライズ!
  - 第2回：ポニーテールとシュシュ
  - 第3回：Everyday、カチューシャ
  - 第4回：真夏のSounds good !
  - 第5回：さよならクロール
  - 第6回：ラブラドール・レトリバー
  - 第7回：僕たちは戦わない
  - 第8回：翼はいらない
  - 第9回：願いごとの持ち腐れ
  - 第10回：Teacher Teacher

なお、第1回と第2回は通常盤のみ、第3回と第4回は通常盤・初回限定盤、第5回以降は通常盤・初回限定盤・劇場盤のすべてに投票権が付与されている。
- AKB48オフィシャルファンクラブの会員

第1回から第3回までは「柱の会」。第4回以降は「二本柱の会」。
- 各種公式有料サービスの会員
  - AKB48公式スマートフォンアプリ会員（第4回 - ）
  - AKB48 OFFICIAL NET会員（第4回 - ）
  - 各グループ公式携帯サイト会員
    - AKB48 Mobile
    - SKE48 Mobile（第2回 - ）
    - NMB48 Mobile（第3回 - ）
    - HKT48 Mobile（第4回 - ）
    - NGT48 Mobile（第8回 - ）
    - STU48 Mobile（第9回 - ）

  - 各グループ公式メールサービス月額会員
    - AKB48 Mail（第8回 - ）
    - SKE48 Mail（第8回 - ）
    - NMB48 Mail（第8回 - ）
    - HKT48 Mail（第8回 - ）
    - NGT48 Mail（第8回 - ）
    - STU48 Mail（第10回）

  - 各グループ公式メールアプリ会員
    - AKB48 Mail（第10回）
    - SKE48 Mail（第10回）
    - NMB48 Mail（第10回）
    - HKT48 Mail（第10回）
    - NGT48 Mail（第10回）
    - STU48 Mail（第10回）

  - DMM.comが提供する以下の月額見放題サービス会員
    - AKB48 LIVE!! ON DEMAND
    - SKE48 LIVE!! ON DEMAND（第4回 - ）
    - NMB48 LIVE!! ON DEMAND（第5回 - ）
    - HKT48 LIVE!! ON DEMAND（第5回 - ）
    - NGT48 LIVE!! ON DEMAND（第8回 - ）
    - AKB48グループ REVIVAL!! ON DEMAND（第8回 - ）

- 開票当日の開票イベント前に開催される「AKB48グループコンサート」のチケット購入者（第8回・第10回）

## 被選挙権者
原則としてSDN48を除く日本国内AKB48グループ全メンバーが被選挙権を有する。第4回までは卒業予定者を除く全員が参加していたが、第5回より「立候補制」を導入し、卒業予定者でなくとも不参加が可能になった。さらに第6回を除いては、卒業予定者の立候補も可能となっている。通常は、開催が発表された日に在籍しているメンバーに立候補する権利が認められるが、第6回ではAKB48チーム8、第9回ではSTU48の1期生というそれ以後に加入したメンバーに立候補する権利が認められている。なお第5回に限り、4年以上在籍経験のある卒業メンバーの立候補も認められた。日本国外の姉妹グループ所属メンバーに関しては、第9回まではAKB48からの移籍メンバーのみが被選挙権を有していたが、第10回においては国外グループ所属メンバー全員に立候補権が付与された。
| 回 | グループ | グループ | グループ | グループ | グループ | グループ | グループ    | グループ | グループ | グループ | 卒業 予定者 | OG                   | 脚注 |
| 回 | AKB48    | SKE48    | NMB48    | HKT48    | NGT48    | STU48    | JKT48       | SNH48    | BNK48    | TPE48    | 卒業 予定者 | OG                   | 脚注 |
| -- | -------- | -------- | -------- | -------- | -------- | -------- | ----------- | -------- | -------- | -------- | ----------- | -------------------- | ---- |
| 1  | ○        | ○        |          |          |          |          |             |          |          |          | ×           | ×                    |      |
| 2  | ○        | ○        | ×        | ×        |          |          |             |          |          |          |             |                      |      |
| 3  | ○        | ○        | ○        | ×        | ×        |          |             |          |          |          |             |                      |      |
| 4  | ○        | ○        | ○        | ○        | -        | ×        | ×           |          |          |          |             |                      |      |
| 5  | ○        | ○        | ○        | ○        | ○        | ○        | ○           | ○        | [ 33 ]   |          |             |                      |      |
| 6  | ○        | ○        | ○        | ○        | ○        | ○        | ×           | ×        | [ 28 ]   |          |             |                      |      |
| 7  | ○        | ○        | ○        | ○        | ○        | ○        | ○           | ×        | [ 35 ]   |          |             |                      |      |
| 8  | ○        | ○        | ○        | ○        | ○        | ○        | [ 注釈 12 ] | ○        | ×        | [ 36 ]   |             |                      |      |
| 9  | ○        | ○        | ○        | ○        | ○        | ○        | ○           |          | ○        | ○        | ×           | [ 37 ] [ 38 ] [ 39 ] |      |
| 10 | ○        | ○        | ○        | ○        | ○        | ○        | ○           | ○        | ○        | ○        | ×           | [ 34 ] [ 40 ]        |      |

### 立候補制
2013年開催の第5回より、メンバー個人の意思により総選挙への参加を委ねる「立候補制」を導入した。投票開始の2か月ほど前に数日の立候補期間が設けられる。立候補制導入の理由は「各メンバーの思いを尊重する」ためだとしている。しかしながら、その意に反してスタッフから強く立候補を勧められることがあることをメンバー自身が明らかにしている。総選挙に立候補することは「出馬」とも表現され、立候補しないことは「辞退」「不出馬」などと表現される。なお、立候補はメンバーの都合により取り下げとなる場合もある。
総選挙に立候補しないメンバー、とくに上位経験者は直近の卒業を控える者が多数を占めるが、総選挙に対するさまざまな姿勢から立候補しないメンバーもいる。総選挙に立候補しなければ、少なくとも次作シングル表題曲に参加することはできないが、総選挙の特性として、順位がポジションに反映されるのが1曲のみであることに重要性を感じていないメンバーの存在も指摘されている。例えば年長の人気メンバーならば、上位にならずとも自身の活動にそれほど影響がないということも挙げられ、その期間を通じてソロ活動に注力するという選択肢もある。また、自分の後に続くメンバーに席を譲るという可能性もあり、「辞退」ではなく「勇退」とも考えられ、そこには大きな差があるという。さらに、ランクインを期待されてはいるが立候補をしない選択をするメンバーもおり、その中には本来ならば参加してアピールするべきである若手メンバーも一定数いる。そのいっぽうで、グループに在籍している限りは立候補を続けるという姿勢のメンバーもおり、立候補しないことについて疑問を抱く者は同じメンバー内にも存在する。
立候補制が導入されてからは、選抜総選挙への最終参加を宣言するメンバーも現れるようになった。宣言どおり実際に最終参加となったり、そのままグループを卒業する者もいるが、宣言を撤回して翌年以降も立候補する場合もある。

## 当選枠
第1回から第3回までは上位21名、第4回以降は上位16名が選抜メンバーとなりAKB48のシングル表題曲を歌唱する。また、選抜に入らなかったメンバーはシングルのカップリング曲を担当する「アンダーガールズ」などを結成する。
| 回    | 当選枠            | 当選枠             | 当選枠             | 当選枠                | 当選枠                  | 当選枠                       | 脚注                        |
| ----- | ----------------- | ------------------ | ------------------ | --------------------- | ----------------------- | ---------------------------- | --------------------------- |
| 1     | 選抜 メンバー     | アンダー ガールズ  |                    |                       |                         |                              | [ 52 ]                      |
| 1     | 1 - 21位 （21名） | 22 - 30位 （9名）  |                    |                       |                         |                              | [ 52 ]                      |
| 2・3  | 選抜 メンバー     | アンダー ガールズ  |                    |                       |                         |                              | [ 53 ] [ 54 ]               |
| 2・3  | 1 - 21位 （21名） | 22 - 40位 （19名） |                    |                       |                         |                              | [ 53 ] [ 54 ]               |
| 4・5  | 選抜 メンバー     | アンダー ガールズ  | ネクスト ガールズ  | フューチャー ガールズ |                         |                              | [ 55 ] [ 56 ]               |
| 4・5  | 1 - 16位 （16名） | 17 - 32位 （16名） | 33 - 48位 （16名） | 49 - 64位 （16名）    |                         |                              | [ 55 ] [ 56 ]               |
| 6 - 9 | 選抜 メンバー     | アンダー ガールズ  | ネクスト ガールズ  | フューチャー ガールズ | アップカミング ガールズ |                              | [ 57 ] [ 58 ] [ 25 ] [ 59 ] |
| 6 - 9 | 1 - 16位 （16名） | 17 - 32位 （16名） | 33 - 48位 （16名） | 49 - 64位 （16名）    | 65 - 80位 （16名）      |                              | [ 57 ] [ 58 ] [ 25 ] [ 59 ] |
| 10    | 世界選抜 メンバー | アンダー ガールズ  | ネクスト ガールズ  | フューチャー ガールズ | アップカミング ガールズ | 第10回 世界選抜総選挙 記念枠 | [ 60 ]                      |
| 10    | 1 - 16位 （16名） | 17 - 32位 （16名） | 33 - 48位 （16名） | 49 - 64位 （16名）    | 65 - 80位 （16名）      | 81 - 100位 （20名）          | [ 60 ]                      |

また、第1回から第3回までは上位12名をメディア選抜として、テレビや雑誌などのメディアに優先的に出演できる枠組みが設けられていた。第4回においては65位以下となった173名のメンバーをウェイティングガールズとして34出版社の43雑誌にソログラビアが掲載される企画が実施され、楽曲も提供された。ウェイティングガールズの名称は同回以後、選抜総選挙の結果を受けて発行される週刊プレイボーイ特別編集の写真集『水着サプライズ発表』において応援してくれたファンへの感謝のメッセージを掲載する際にランクインしなかったメンバーの総称として使用されている。第8回からは圏外である次点の20人が開票イベントの後日開催のコンサートで延長戦という形で発表されている。

## SHOWROOMイベント
2016年の第8回以降、ライブストリーミングサービスSHOWROOMにおいてアピール配信イベントが行われている。2017年以降はイベントで上位16人に入ったメンバーにより「SHOWROOM選抜」が結成され、楽曲が提供されている。
| 回 | イベントタイトル                             | 第1位メンバー | リリース曲                                        |
| -- | -------------------------------------------- | ------------- | ------------------------------------------------- |
| 1  | AKB48 45thシングル 選抜総選挙 × SHOWROOM     | 中井りか      | （なし）                                          |
| 2  | AKB48 49thシングル 選抜総選挙 × SHOWROOM     | 大西桃香      | プライベートサマー 「#好きなんだ」Type D収録      |
| 3  | AKB48 53rdシングル 世界選抜総選挙 × SHOWROOM | 中井りか      | “好き”のたね 「センチメンタルトレイン」Type E収録 |

## 選挙活動
AKB48選抜総選挙では、公職選挙に見立てたメンバーのアピール活動が行われている。参加メンバー全員分の選挙ポスターが毎回制作され、政見放送にならった「アピールコメント」がインターネット上において配信されている。ポスターおよびアピールコメントの衣装・髪型・背景・キャッチコピー・演出などは、基本的にメンバー自身が考案し、本人の意思が大きく反映されている。

## 過程
| 実施回                      | 1                | 2                | 3                | 4                | 5                | 6                | 7                 | 8                 | 9                 | 10                    |
| --------------------------- | ---------------- | ---------------- | ---------------- | ---------------- | ---------------- | ---------------- | ----------------- | ----------------- | ----------------- | --------------------- |
| 実施年                      | 2009年           | 2010年           | 2011年           | 2012年           | 2013年           | 2014年           | 2015年            | 2016年            | 2017年            | 2018年                |
| 開催発表                    | 4月26日          | 3月25日          | 3月29日          | 3月25日          | 3月27日          | 3月22日          | 3月20日           | 3月21日           | 3月20日           | 1月21日               |
| 立候補受付期間              |                  |                  |                  |                  | 3月31日 - 4月7日 | 3月31日 - 4月6日 | 3月25日 - 3月29日 | 3月23日 - 3月27日 | 3月25日 - 3月31日 | 3月23日 - 3月27日     |
| SHOWROOMイベント            |                  |                  |                  |                  |                  |                  |                   | 6月6日 - 6月17日  | 5月25日 - 6月16日 | 5月24日 - 6月15日     |
| 投票期間                    | 6月23日 - 7月7日 | 5月25日 - 6月8日 | 5月24日 - 6月8日 | 5月22日 - 6月5日 | 5月21日 - 6月7日 | 5月20日 - 6月6日 | 5月19日 - 6月5日  | 5月31日 - 6月17日 | 5月30日 - 6月16日 | 5月29日 - 6月15日     |
| 投票権封入CD発売・ 速報発表 | 6月24日          | 5月26日          | 5月25日          | 5月23日          | 5月22日          | 5月21日          | 5月20日           | 6月1日            | 5月31日           | 5月30日               |
| 中間発表                    | 7月1日           | 6月2日           |                  |                  |                  |                  |                   |                   |                   |                       |
| 開票イベント                | 7月8日           | 6月9日           | 6月9日           | 6月6日           | 6月8日           | 6月7日           | 6月6日            | 6月18日           | 6月17日           | 6月16日               |
| 結果を受けたシングルの発売  | 8月26日          | 8月18日          | 8月24日          | 8月29日          | 8月21日          | 8月27日          | 8月26日           | 8月31日           | 8月30日           | 9月19日               |
| 後日開催の 関連コンサート   |                  |                  |                  |                  |                  |                  | 6月7日            | 8月7日 9月15日    | 10月8日           | 8月1日 8月2日 8月13日 |
| 選抜総選挙延長戦            |                  |                  |                  |                  |                  |                  |                   | 9月15日           | 10月8日           | 8月13日               |

### 投票期間
投票期間は投票用シリアルナンバーが封入されているシングルCDの発売日前日から開票イベント前日までの15〜18日間となっている。

### 速報・中間発表
選抜総選挙では結果の速報が、投票用シリアルナンバーが封入されているシングルCDの発売日当日に発表されている。第7回までは当選枠と同じ順位だけ発表されていたが、第8回以降は当選枠外である81位から100位（第10回は101位から120位）までの順位もあわせて発表されている。また第2回までは（第2次の）中間発表も行われていたが、「順位の大勢が見えると面白くない」というファンの声を受け廃止となった。

### 開票
最終結果は「開票イベント」として中・大規模な会場で、全順位を下位から順に発表している。選抜メンバー以外の各ユニットは先に順位・得票数・所属・氏名を全員分一斉に発表し、下位の者から順番にスピーチを行う。選抜メンバーは1名ごとに順位・得票数・所属・氏名が発表された直後にスピーチを行う。第1位のメンバーには特別な椅子とマント（第6回以降）が用意されている。

### 延長戦
2016年の第8回より、選抜総選挙の開票数か月後に行われるランク外メンバーによるコンサート内で「選抜総選挙延長戦」が発表されている。それまで明かされることのなかった圏外順位の一部（81位から100位、第10回は101位から120位）が、開票イベントと同様に徳光和夫により発表されている。延長戦に関しては発表のみであり、楽曲などの特典は与えられない。

## 記録
最多当選メンバー
太字はすべて選抜メンバーとして当選しているメンバー。
10回 - 松井珠理奈、峯岸みなみ
最多参加メンバー
10回 - 内山命、大家志津香、斉藤真木子、高柳明音、松井珠理奈、峯岸みなみ、宮崎美穂
初参加当選メンバー
第1回は除く。太字は初参加以降、参加したすべての選抜総選挙で当選しているメンバー（2回以上）。
第2回
- 島崎遥香（28位）、山内鈴蘭（36位）、石黒貴己（40位）

第3回
- 山本彩（28位）、市川美織（39位）

第4回
- 田野優花（45位）、宮脇咲良（47位）、武藤十夢（49位）

第5回
- 田島芽瑠（55位）、朝長美桜（59位）

第6回
- 生駒里奈（14位）

第7回
- 該当者なし

第8回
- 加藤美南（76位）

第9回
- 武藤小麟（55位）、豊永阿紀（79位）

第10回
- チャープラン（39位）、ミュージック（72位）

歴代総得票数
| 回 | 得票数              |
| -- | ------------------- |
| 1  | 未集計[79][注釈 19] |
| 2  | 0377,786票[79]      |
| 3  | 1,166,145票[79]     |
| 4  | 1,384,122票[79]     |
| 5  | 2,646,847票[79]     |
| 6  | 2,689,427票[79]     |
| 7  | 3,287,736票[79]     |
| 8  | 3,255,400票[80]     |
| 9  | 3,382,368票[81]     |
| 10 | 3,836,652票[82]     |

## 開票イベントの中継
開票イベントは第2回と第3回において映画館でのライブビューイングが行われ、2012年の第4回からAKB48（選抜）総選挙 生放送SPと題してフジテレビ制作により同系列でテレビ放送されている。2014年の第6回においてはBSスカパー!で完全生中継され、2015年以降も地上波での放送開始時間まで中継している（一部重複の場合あり）。日程については「過程」節を参照。
| 回 | タイトル                                                         | 上映                                                                                                  | 脚注          |
| -- | ---------------------------------------------------------------- | --- | ------------- |
| 2  | 生中継!AKB48 17thシングル 選抜総選挙「母さんに誓って、ガチです」 | 日本全国29か所                                                                                        | [ 84 ] [ 85 ] |
| 3  | 生中継!AKB48 22ndシングル選抜総選挙（第3回AKB48選抜総選挙）      | 日本：86か所・97スクリーン 香港：3か所・3スクリーン 台湾：3か所・5スクリーン 韓国：1か所・1スクリーン | [ 86 ] [ 87 ] |

| 回 | 配信サイト | 脚注               |
| -- | --- | ------------------ |
| 4  | AKB選抜総選挙+1サイト （Google+ / YouTube AKB48公式チャンネル）                                                 | [ 89 ] [ 注釈 20 ] |
| 8  | 中国の各動画配信サイト                                                                                          | [ 90 ]             |
| 9  | 中国の各動画配信サイト                                                                                          | [ 91 ]             |
| 10 | テンセントビデオ YouTube Workpoint TV公式チャンネル（タイ） YouTube AKB48公式チャンネル（日本、タイ、中国以外） | [ 92 ] [ 93 ]      |

| 回 | 放送時間                                  | 番組タイトル | 出演者 | 視聴率            | 脚注                 |
| --- | ----------------------------------------- | --- | --- | ----------------- | -------------------- |
| 4 | 19:00 - 21:09                             | AKB48 第4回選抜総選挙生放送SP | MC：伊藤利尋、山﨑夕貴 ゲスト：前田敦子、関根勤、山里亮太、茂木健一郎 武道館担当アナウンサー：渡辺和洋                                   | 18.7%             | [ 95 ] [ 96 ] [ 97 ] |
| 5 | 18:30 - 19:00 19:00 - 23:10               | AKB48第5回選抜総選挙 生放送SP（ - 19:00） 土曜プレミアム・AKB48第5回選抜総選挙 生放送SP（19:00 - ）                                              | MC：宮根誠司、加藤綾子 ゲスト：榊原郁恵、関根勤、千原ジュニア、テリー伊藤、茂木健一郎、山里亮太 リポーター：渡辺和洋、佐野瑞樹、中村光宏 | 20.3% (土プレ・1) | [ 98 ] [ 99 ]        |
| 6 | 17:00 - 17:30 18:30 - 19:00 19:00 - 23:10 | AKB48選抜総選挙生放送直前SP（ - 17:30） AKB48第6回選抜総選挙 生放送SP（18:30 - 19:00） 土曜プレミアム・AKB48第6回選抜総選挙 生放送SP（19:00 - ） | MC：宮根誠司、加藤綾子 ゲスト：大島優子、関根勤、リリー・フランキー、大久保佳代子 リポーター：渡辺和洋、佐野瑞樹、木下康太郎             | 16.2% (土プレ・1) | [ 100 ] [ 101 ]      |
| 7 | 18:30 - 21:54                             | AKB48総選挙SP2015 | MC：宮根誠司、加藤綾子 ゲスト：小嶋陽菜、坂上忍、山村紅葉、三田寛子、テリー伊藤、後藤輝基、陣内智則、岩本輝雄 リポーター：渡辺和洋       | 18.8% (3)         | [ 102 ]              |
| 8 | 18:30 - 21:24                             | 第8回AKB48総選挙SP | MC：宮根誠司、三田友梨佳 ゲスト：小林幸子、高橋みなみ、武井壮、フットボールアワー、吉川美代子                                            | 17.6% (3)         | [ 103 ]              |
| 9 | 19:00 - 21:24                             | 第9回AKB48総選挙SP | MC：宮根誠司、三田友梨佳 ゲスト：小嶋陽菜、中尾ミエ、ミッツ・マングローブ 現地リポーター：木村拓也                                       | 13.2% (2)         | [ 104 ]              |
| 10 | 19:00 - 21:24                             | 第10回AKB48世界選抜総選挙2018 | MC：宮根誠司、三田友梨佳 ゲスト：指原莉乃（副音声も担当）、ミッツ・マングローブ、長嶋一茂                                                | 11.0% (2)         | [ 105 ] [ 106 ]      |
| 視聴率はビデオリサーチ調べ、関東地区・世帯・リアルタイム。番組が分割されている場合は、平均視聴率が最も高い部の数値を記載している。（ ）内は区分された部を表す。 |                                           | | |                   |                      |

| 回 | 放送時間                    | 番組タイトル                                                          | 脚注               |
| -- | --------------------------- | --------------------------------------------------------------------- | ------------------ |
| 6  | 16:30 - 終了まで            | AKB48 37th シングル選抜総選挙 完全生中継                              | [ 83 ] [ 注釈 21 ] |
| 7  | 15:00 - 19:00               | AKB48 41stシングル 選抜総選挙 〜第1部から午後7時まで生中継〜          | [ 注釈 22 ]        |
| 8  | 12:00 - 19:00               | AKB48 45thシングル 選抜総選挙 〜コンサートから午後7時まで生中継〜     | [ 注釈 23 ]        |
| 9  | 12:30 - 19:00               | AKB48 49thシングル 選抜総選挙 〜コンサートから午後7時まで〜           | [ 注釈 24 ]        |
| 10 | 10:30 - 16:00 16:00 - 20:00 | AKB48 53rdシングル 選抜総選挙 〜コンサートから午後8時まで独占生中継〜 | [ 注釈 25 ]        |

## AKB48選抜総選挙ミュージアム
『AKB48選抜総選挙ミュージアム』は、AKB48選抜総選挙に関する展覧会である。衣装、総選挙ポスター、1位の椅子、1位メンバーの肖像画などが展示される。2013年から毎年開催されていたが、2017年は諸事情により未開催となり、それ以降開催されていない。
| 回 | 開催期間                | 会場                    | 脚注    |
| -- | ----------------------- | ----------------------- | ------- |
| 1  | 2013年6月4日 - 6月16日  | ベルサール秋葉原        | [ 113 ] |
| 2  | 2014年5月30日 - 6月15日 | ベルサール秋葉原        | [ 116 ] |
| 3  | 2015年6月3日 - 6月21日  | アーツ千代田3331        | [ 117 ] |
| 3  | 2015年6月5日 - 6月7日   | HKT48劇場               | [ 117 ] |
| 4  | 2016年6月2日 - 6月12日  | パルコミュージアム      | [ 114 ] |
| 4  | 2016年6月14日 - 6月26日 | 東京ソラマチスペース634 | [ 114 ] |

## 関連書籍

### AKB48総選挙公式ガイドブック
第2回（2010年）以降、毎年講談社から発行されている選抜総選挙に関する公式ガイドブック。立候補メンバーの詳細プロフィールやグラビア、インタビューのほか、編集部・識者による順位予想、ヒストリーなどが掲載されている。
その年の総選挙で最も注目を集めるメンバーを同誌が独自に表紙センターにすることから、ファンの間では注目されている（歴代のガイドブックの表紙センターは下記のとおり）。
- 2010年 - 前田敦子 - ISBN 978-4063794540
- 2011年 - 大島優子 -  ISBN 978-4063895605
- 2012年 - 大島優子 -  ISBN 978-4063896671
- 2013年 - 渡辺麻友&大島優子 - ISBN 978-4063897548
- 2014年 - 山本彩 - ISBN 978-4063898323
- 2015年 - 高橋みなみ -  ISBN 978-4063898903
- 2016年 - 渡辺麻友 - ISBN 978-4063899627
- 2017年 - 指原莉乃 - ISBN 978-4065095652
- 2018年 - 松井珠理奈 - ISBN 978-4065119587

### AKB48総選挙!水着サプライズ発表
選抜総選挙ランクインメンバーによる水着グラビアの写真集。通称「水着サプライズ」。第1回（2009年）から毎年8月または9月に集英社から発売されている。2018年はランクインメンバーの私服グラビアの写真集『AKB48総選挙!私服サプライズ発表2018』となった。